# プリエネのピュティオス
ピュティオス（Pythios 生没年不明）は、ペルシアの支配下にあったギリシャで、紀元前353年から紀元前334年に活動した建築家および理論家である。

## 概要
ピュティオスは同時代の建築家サテュロスとともに、カリアの王マウソロスの墓であるマウソロス霊廟を設計した。この霊廟はハリカルナッソスに建てられ、紀元前353年以前に起工し、紀元前350年より後に完成したと考えられている。また、彼は建築様式についての記述も残した。この建物についての論述の中で、彼はその比例の完全さを賞揚し、ドーリア式オーダーを批判した。
マウソロス霊廟は地震で崩壊し存在しないが、彫刻の断片は大英博物館に保存されている。また、この建物は古代のもっとも有名で精緻な埋葬のためのモニュメントといわれ、世界の七不思議のうちの一つに数えられている、
彼は建築理論を確立し、建築家のための幅広い修業を推奨した最初の人物といわれ、その建築理論によると建築家は「すべての芸術、科学において、その個々の主題において勤勉と努力により最高の名声を得た者よりも、よくこなす能力を持つべきである」と唱えている。
イオニア式オーダーが彼によって規範的な形態に達したと考えられている。
その他、プリエネのアテナ神殿（紀元前334年に献堂。破片が現在ベルリンのペルガモン博物館と大英博物館にある）の建築家でもある。